# دره إسماعيله (سقز)
قرية دره إسماعيله (بالكردية: دەرەسماییلە) هي إحدى القرى التابعة لـصاحب في ريف قسم زيويه من مقاطعة سقز، في محافظة كردستان الإيرانية.

## السكان
حسب إحصاءات سنة 2006، بلغ إجمالي السكان في دره إسماعيله 263 نسمة وعدد المساكن 46 مسكن. لغة سكان دره إسماعيله هي اللغة الكردية و هم من أهل السنة والجماعة والمذهب الشافعي.